# Leptophloeus parallelus
Leptophloeus parallelus is een keversoort uit de familie dwergschorskevers (Laemophloeidae). De wetenschappelijke naam van de soort werd in 1962 gepubliceerd door Lefkovitch.